# Lex informatica
Per lex informatica si intende l'insieme di regole di comportamento su internet e, in generale, nelle reti informatiche derivante dalle limitazioni imposte dalla implementazione stessa della rete in questione. L'insieme di regole può essere contenuto nei protocolli della rete, nei programmi utilizzati, nella modalità di accesso a una rete (wireless o via cavo) e altre forme. Questo modo di percepire le regole imposte dalla tecnologia nell'accesso a una rete è ancora agli stadi iniziali e ha la sua origine dalla dottrina nordamericana che l'ha concepita.
Permettendo o limitando certe azioni agli utilizzatori di strumenti basati sulla rete la lex informatica può costituire un insieme di regole tecniche che possono essere espressione diretta del legislatore oppure di un soggetto che grazie a determinate capacità tecniche pensa e progetta un nuovo modello di interazione degli utenti attraverso Internet o i Social Network, un esempio particolarmente significativo è il sito The Pirate Bay.